# Stephen Crane
Stephen Crane (1 tháng 11 năm 1871 – 5 tháng 6 năm 1900) là một nhà thơ, một tiểu thuyết gia, và một người viết truyện ngắn người Mỹ. Mặc cho cuộc đời ngắn ngủi của mình, Crane đã tạo ra nhiều tác phẩm nổi tiếng đại diện cho văn học hiện thực cũng như là tiền đề cho sự phát triểu của Chủ nghĩa tự nhiên và Trường phái Ấn tượng trong văn học Mỹ.
Sinh ra trong một gia đình có chín anh chị em và có cả bố và mẹ đều là tín hữu Giám Lý, Stephen Crane bắt đầu tập viết vào năm 4 tuổi, và đến tuổi 16, ông đã viết một số lượng lớn bài báo. Mặc dù là một thành viên nhiệt tình trong hội anh em tại trường đại học, ông lại không hứng thú với việc học và cuối cùng rời Đại học Syracuse để trở thành một phóng viên và nhà văn vào năm 1891. Tiểu thuyết đầu tay của Stephen Crane mang tên Maggie: A Girl of the Streets (Maggie: Cô gái của đường phố) được xuất bản vào năm 1893. Lấy bối cảnh ở Bowery, một khu phố ở thành phố New York, tác phẩm này được các nhà phê bình đánh giá là tác phẩm Chủ nghĩa tự nhiên đầu tiên của văn học Hoa Kỳ. Năm 1895, Stephen Crane giành được sự ca ngợi của quốc tế cho cuốn tiểu thuyết về chủ đề Nội chiến của ông mang tên The Red Badge of Courage (Dấu hiệu đỏ của lòng dũng cảm) mặc dù ông không có bất cứ kinh nghiệm chiến đấu nào.
Năm 1896, Stephen Crane bị dính vào một vụ bê bối được truyền thông đưa tin rộng rãi sau khi xuất hiện với tư cách là nhân chứng trong phiên tòa xét xử Dora Clark, một người quen của ông bị nghi ngờ làm mại dâm. Vào khoảng cuối năm đó, ông nhận lời đề nghị đến Cuba với vai trò là phóng viên chiến trường. Khi ông đang đợi chuyến tàu của mình tại Jacksonville, Florida, Crane đã gặp Cora Taylor, người mà ông đã bắt đầu một mối quan hệ lâu dài. Trên đường đến Cuba, tàu của Stephen Crane mang tên SS Commodore bị chìm ngoài khơi Florida. Ông và những người khách gặp nạn khác đã mắc kẹt ở ngoài khơi 30 tiếng đồng hồ trên một chiếc thuyền cứu nạn, và Crane đã miêu tả lại trải nghiệm kinh hoàng này của mình trong tác phẩm truyện ngắn của mình mang tên "The Open Boat" (Biển mở). Trong những năm cuối đời, ông viết về những sự xung đột diễn ra ở Hy Lạp năm 1897. Trong thời gian này, Cora luôn đồng hành cùng Crane, và bà đã được công nhận là nữ phóng viên chiến trường đầu tiên trong lịch sử. Sau này, cả hai cùng sống với nhau tại Anh. Đồng thời, Crane cũng có kết bạn với Joseph Conrad và H. G. Wells trong năm đó. Do khó khăn về tài chính và có sức khỏe kém, Stephen Crane qua đời do bệnh lao trong một viện điều dưỡng ở khu Rừng Đen tại Đức khi chỉ vừa 28 tuổi.
Vào khoảng thời gian khi ông qua đời, Stephen Crane được xem như một nhân vật quan trong trong văn học Mỹ. Sau hai thập kỷ khi mà ông gần như bị lãng quên, nhiều nhà phê bình khơi lại sự hứng thú về cuộc đời và sự nghiệp của Crane. Các tác phẩm của ông có nét đặc trưng bởi một sức mạnh sống động, sử dụng phương ngữ đặc biệt, và biện pháp mỉa mai. Các chủ đề phổ biến trong những tác phẩm của Stephen Crane bao gồm sự sợ hãi, khủng hoảng tinh thần và sự cô lập của xã hội. Mặc dù ông được vinh danh phần lớn do là tác giả của The Red Badge of Courage, cuốn tiểu thuyết đã trở thành một tác phẩm văn học cổ điển của Mỹ, Crane cũng có được sự nổi tiếng nhờ những bài thơ, bài báo, hay những mẫu truyện ngắn của ông như "The Open Boat", "The Blue Hotel" (Khách sạn màu xanh), "The Bride Comes to Yellow Sky" (Nàng dâu đến thị trấn Yellow Sky), và The Monster (Quái vật). Các tác phẩm của Stephen Crane đã mang đến một ấn tượng sâu đậm trong lòng những nhà văn của thế kỷ 20, tiêu biểu là Ernest Hemingway, và được cho là đã truyền cảm hứng cho nhiều nhà văn theo Chủ nghĩa hiện đại và Chủ nghĩa tưởng tượng (tiếng Anh: Imaginism).

## Tiểu sử
Stephen Crane sinh ở Newark, New Jersey. Bố là mục sư, mất khi Crane mới 10 tuổi. Năm 1888, sau khi học xong trung học, Crane vào học Lafayette College, sau đó học Đại học Syracuse. Crane viết báo, bắt đầu từ năm 15 tuổi, và thích môn bóng chày. Năm 1891 mẹ mất, Crane đến New York thuê nhà ở, làm phóng viên của báo New York Tribune và viết bài cho một số báo khác. Năm 1893 viết cuốn Maggie: A Girl of the Streets (Maggie: Cô gái của đường phố). Các nhà xuất bản từ chối in nên Crane bỏ tiền của mình ra in và lấy bút danh Johnston Smith. Sách bán không chạy nhưng được các nhà phê bình Hamlin Garland và William Dean Howells khen ngợi. Cũng trong thời gian này Crane sáng tác nhiều thơ. Tập thơ The Black Riders and Other Lines (Những kị sĩ đen và những dòng khác, 1895) sử dụng thể thơ tự do của Walt Whitman với lối thơ cô đọng. Cùng với thơ, Crane viết Dấu hiệu đỏ của lòng dũng cảm (The Red Badge of Courage) là cuốn sách nổi tiếng thế giới. Cho đến nay vẫn được coi là cuốn tiểu thuyết hay nhất viết về Nội chiến Hoa Kỳ. Cuốn sách này sau được in trong các số báo, mang lại cho tác giả tiếng tăm và tiền bạc.
Năm 1895 Crane đi về các tiểu bang miền Tây nước Mỹ và México. Năm 1896 sang Cuba. Ngày 2 tháng 2 năm 1897 con tàu mà Crane đi bị chìm trên biển, Crane may mắn thoát được vào bờ. Năm 1897, Crane làm phóng viên chiến trường trong Chiến tranh Hy Lạp – Thổ Nhĩ Kỳ. Sau khi chiến tranh kết thúc, Crane đi sang Anh. Những năm cuối đời, Crane bị bệnh lao nhưng vẫn phải làm việc vì mắc nợ nhiều. Năm 1900 ông phải đọc cho người khác chép cuốn tiểu thuyết cuối cùng The O'Ruddy. Ông mất ở khu nghỉ mát Badenweiler, Đức năm 1900. Thơ của Stephen Crane gần đây được dịch nhiều sang tiếng Việt.

## Tác phẩm
- Maggie: A Girl of the Streets (Maggie: Cô gái của đường phố)
- The Black Riders and Other Lines (Những kị sĩ đen và những dòng khác, 1895)
- The Red Badge of Courage (Dấu hiệu đỏ của lòng dũng cảm)
- The Blue Hotel (Khách sạn màu xanh, 1895) truyện ngắn
- George's Mother (Mẹ của George, 1896), tiểu thuyết
- The Third Violet (Màu tím thứ ba, 1896), tiểu thuyết
- The Open Boat and Other Tales of Adventure (Biển mở và những câu chuyện phiêu lưu khác, 1898), truyện
- War is kind (Chiến tranh là tốt, 1899), thơ
- The Monster and Other Stories (Quái vật và những câu chuyện khác, 1899), tiểu thuyết ngắn
- Wounds in the Rain (Vết thương trong mưa, 1900), truyện
- Whilomville Stories (Những câu chuyện Whilomville, 1900), truyện
- The O'Ruddy, tiểu thuyết

## Một vài bài thơ
| 1 Black riders came from the sea. There was clang and clang of spear and shield, And clash and clash of hoof and heel, Wild shouts and the wave of hair In the rush upon the wind: Thus the ride of Sin. 3 In the desert I saw a creature, naked, bestial, Who, squatting upon the ground, Held his heart in his hands, And ate of it. I said: "Is it good, friend?" "It is bitter-bitter," he answered; "But I like it Because it is bitter, And because it is my heart." 4 Yes, I have a thousand tongues, And nine and ninety-nine lie. Though I strive to use the one, It will make no melody at my will, But is dead in my mouth. 40 – And you love me? – I love you. – You are, then, cold coward. – Aye; but, beloved, When I strive to come to you, Man's opinions, a thousand thickets, My interwoven existence, My life, Caught in the stubble of the world Like a tender veil, This stays me. No strange move can I make Without noise of tearing. I dare not. – If love loves, There is no world Nor word. All is lost Save thought of love And place to dream. You love me? – I love you. – You are, then, cold coward. – Aye; but, beloved 107 Tell me why, behind thee, I see always the shadow of another lover? Is it real Or is this the thrice-damned memory of a better happiness? Plague on him if he be dead Plague on him if he be alive A swinish numbskull To intrude his shade Always between me and my peace 108 And yet I have seen thee happy with me. I am no fool To pole stupidly into iron. I have heard your quick breaths And seen your arms writhe toward me; At those times -God help us- I was impelled to be a grand knight And swagger and snap my fingers, And explain my mind finely. Oh, lost sweetheart, I would that I had not been a grand knight, I said: "Sweetheart." Thou said'st: "Sweetheart." And we preserved an admirable mimicry Without heeding the drip of the blood From my heart. 109 I heard thee laugh, And in this merriment I defined the measure of my pain; I knew that I was alone, Alone with love, Poor shivering love, And he, little sprite, Came to watch with me, And at midnight We were like two creatures by a dead camp-fire. | 1 Những kỵ sĩ đen từ biển tới Tiếng khiên và tiếng giáo mác khua vang Tiếng móng guốc ngựa rì rầm Tóc như sóng và tiếng kêu hoang dã Bay đi trong gió Đấy là sự Lỗi Lầm. 3 Trên sa mạc Tôi gặp một người hoang dã trần truồng Ngồi chồm hỗm trên đất Giữ trong tay trái tim của mình Và ăn trái tim. Tôi hỏi: "Có ngon không anh bạn?" Người này trả lời: "Cay đắng lắm Nhưng mà tôi thích tim Bởi vì tim cay đắng Và bởi vì đấy tim mình". 4 Vâng, lưỡi tôi có cả một ngàn Nhưng 999 cái là gian dối Tôi hy vọng dù chỉ còn một cái Được hát lên như tôi vẫn ước mong Nhưng cái này cũng đang chết trong mồm. 40 – Anh có yêu em không? – Anh yêu em. – Thế mà anh nhát gan như cáy. – Nhưng mà, em yêu, quả vậy. Khi anh muốn đến với em Thì dư luận, gai góc vô vàn Điều phiền muộn của anh Cuộc sống của anh Vô cùng rối rắm Giống như khăn che mạng Những điều này cản trở bước chân anh Không điều gì anh có thể làm Một cách yên ổn Và anh chẳng dám. – Nếu anh yêu em Thì không tồn tại cả thế gian Không dư luận Tất cả chỉ là vớ vẩn Chỉ có tình em Và ý nghĩ về tình. Anh có yêu em không? – Anh yêu em – Thế mà anh nhát gan như cáy –Nhưng mà, em yêu, quả vậy. 107 Em yêu, tại vì sao sau lưng em Anh luôn thấy chiếc bóng người tình ngày trước? Chẳng lẽ điều này có thực Hay đấy là ký ức đáng nguyền rủa gấp ba Của hạnh phúc ngày qua? Bệnh dịch cho hắn ta, nếu đã chết Bệnh dịch cho hắn ta, nếu còn sống sót Cái bị thịt Bám vào chiếc bóng thường xuyên Giữa anh và sự tĩnh lặng của anh! 108 Dù sao thì em vẫn hạnh phúc với anh Anh đâu phải thằng đần Để mà dại dột đập đầu vào sắt Anh nghe ra cõi lòng em thổn thức Và nhìn đôi bàn tay run rẩy hướng về anh Từng có một thời gian Chúa phù hộ cho chúng mình Người ta muốn anh trở thành quý tộc Với vẻ ngạo mạn coi người như rơm rác Tao nhã nói ra những ý nghĩ của mình. Than ôi, người yêu đã mất của anh Anh không thể nào trở thành quý tộc Anh nói "Em yêu" Em nói: "Anh yêu" Và ta bắt chước những người cao thượng Mà không để ý gì đến dòng máu nóng Chảy ra từ trái tim anh. 109 Anh nghe tiếng em cười Nghe ra trong niềm vui Bề sâu cõi lòng anh đau đớn Anh biết rằng anh còn lại một mình Một mình với tình yêu của mình Tình run rẩy và tội nghiệp Chỉ một tình yêu nhỏ nhặt Bay đến cùng anh lúc nửa đêm Ta giống như hai sinh linh Bên đống lửa trong đêm đã tắt. Bản dịch của Nguyễn Viết Thắng |